# Óvári zsinat
Az óvári zsinat a magyarországi reformáció egyik állomása volt, amelyet 1554. márciusában tartottak a Szatmár vármegyei Óváriban 88 lelkész részvételével. A rendezvény védnöke ecsedi Báthori György volt, Drágffy Gáspár özvegyének, Báthori Annának második férje.

## Határozatai
Az Óváriban összehívott zsinat fontos momentuma, hogy superintendenst, azaz külön püspököt választottak ennek a vidéknek; ezt az 1550. évi országgyűlés XII-ik cikke írta elő. A püspöknek megválasztott személy Tordai Demeter lett, aki abban az időben Óvári lelkipásztora volt.
Az ellenreformáció kompromisszumra késztette a reformált gyülekezetek lelkészeit, akik a patrónus nyomásának engedvenem azt mondják ki amit akarnak, hanem amit elvárnak tőlük. Noha Báthory György vállalta a lelkészek védelmét, de félve a Habsburg-ház által frissen kinevezett erdélyi vajdától, Báthori Andrástól, aki a rekatolizáció pártján állt. Báthory György hatására a zsinat elfogadta, hogy az úrvacsorához kovásztalan kenyeret szolgáljanak ki, megmaradt a fülbegyónás, a régi egyházi ünnepek, a keresztszülők intézménye, valamint az oltárokat csak a kegyúr engedélyével lehet eltávolítani a templomokból. Bár a vidéken egyre erőteljesebben jelentkezett s nyert teret a helvét irányzat, az Óvári zsinat döntései inkább a lutheri irányt próbálták megerősíteni az 1530-as ágostai hitvallás és az 1536-os wittembergi konkordia szövege alapján.
Annak ellenére, hogy a zsinat próbált konzervatívabb válaszokat adni Kálmáncsehi Sánta Márton helvét irányú törekvéseire, mint például az oltárok eltávolítása a templomokból, de a határozatokat nem minden esetben tartatották be. Így például a zsinaton püspökké választott Tordai Demeter az Óvári templomból, Báthori György engedélye nélkül s a zsinat határozatainak és rendelkezéseinek ellenére, az oltárt helyébe asztalt tétetett. Ezért a tettéért az 1555. február 24-én összeült II. erdődi zsinat eljárás alá vonta Tordait és szigorú büntetést vetett ki rá. Nem lehet tudni, hogy letétették e a püspöki tisztből, önként mondott le vagy esetleg meghalt, de június  24-én az Óváriban tartott második zsinaton már Károlyi Boldi Sebestyén, a lutheri irány képviselője töltötte be a szatmárvidéki egyházkerület püspöki tisztségét.

## II. óvári zsinat
1555. június 24-én egy újabb zsinatot tartottak Óváriban, ennek végzéseiről azonban nincsenek adatok.